# 藤懸貴志
藤懸 貴志（ふじかけ たかし、1993年2月25日 - ）は、日本中央競馬会 (JRA) 栗東トレーニングセンター所属の騎手。

## 経歴
長野県大桑村出身。子供の頃に祖父が観ていた競馬に興味を持ち、テレビゲーム『ダービースタリオン』で競馬を覚えた。小学6年生の頃には漠然と騎手になりたいと思い始め、進路を決める際に競馬学校の存在を知り試験を受けた。乗馬経験は競馬学校の2次試験を受けるまでなかったという。当時は同じく乗馬未経験者から騎手になり、GIを制覇していた松岡正海に憧れており、目標にしていた。
2011年に栗東・平田修厩舎からデビュー。競馬学校27期生で、同期に横山和生、嶋田純次、森一馬、杉原誠人らがいる。
2011年3月5日、阪神競馬第1競走で初騎乗を果たし、2着に入る。しかし、初勝利までは142戦かかり、8月20日の小倉競馬第6競走でハナカゲに騎乗し、勝利を挙げた。
1年目は4勝に終わったが、2年目は小倉の滞在競馬での調教により鍛えられ、4倍の16勝を挙げた。
2年目の6月17日にマーメイドステークスでクリスマスキャロルに騎乗し、重賞初騎乗。4角最後方から追い上げ、勝ち馬グルヴェイグと2馬身差の2着に入り連対を果たした。
3年目の2月3日、中京6Rの返し馬で落馬し右脛骨を骨折する重傷を負い、リハビリを経て約5か月後の7月13日に実戦復帰した。
2016年には主戦を務めるヤマニンボワラクテで5月1日の天皇賞（春）に騎乗するチャンスがあったが、直前の4月17日に福島10Rで斜行し4月23日から5月1日まで9日間の騎乗停止処分を受けたため、丸山元気に乗り替わりとなった。
2018年6月20日、門別7RのJRA交流戦・アルビレオ特別にミスターウインディとのコンビで遠征し2着。騎乗予定はこの一鞍だけだったが、体重調整に失敗したレオナルド・サレスからの乗り替わりで10Rのバリスコアにも急遽騎乗し、地方初勝利を挙げた。
2020年1月、デビューから所属していた平田修厩舎を離れ、フリーとなる。同年4月3日、JRA職員の新型コロナ感染が判明し、阪神競馬場の調整ルームで職員と接触した疑いがあったため、川須栄彦、岩崎翼と共に翌4日から騎乗を自粛し、健康状態に異常がなかったことから18日から騎乗を再開した。
2021年4月24日、阪神6Rで返し馬の際に藤懸騎乗のテイエムマジックに対し岩田康誠がムチでラチ沿いまで幅寄せし、粗暴な発言をしたことが判明。発端は同日の阪神2Rで、角田大和騎乗のエムティースマイルが4角で外に斜行し、被害を受けた藤懸騎乗のシュンイのあおりを受け、その後方にいた岩田騎乗のコートゴシップも被害を受け、藤懸の位置取りに立腹した岩田がレース後に不満を消化し切れず6Rで前記の行為に及んだ。角田は斜行したことについて過怠金10,000円、岩田は4月25日 - 5月8日までの騎乗停止処分を受けた。
2021年5月23日のオークスで、デビュー戦からコンビを組むハギノピリナでGI初騎乗を果たした。16番人気の低評価ながら勝ち馬ユーバーレーベンと0秒1差の3着に入り、レース後「一瞬夢を見させてもらった」とコメントした。
2021年6月20日のマーメイドステークスで最軽量ハンデ（50kg）の10番人気シャムロックヒルで逃げ切って勝利。デビュー11年目で重賞初制覇となった。
2021年7月31日、新潟2Rをヤマニンサンパで勝利し、JRA通算100勝を達成した。

## エピソード
- ももいろクローバーZの大ファンで、騎手の仲間内で「チーム・ももクロ」を結成している。藤懸が松山弘平の部屋にももクロのDVDを持っていき見せたのが始まりで、その後大下智、藤岡康太、北村友一、難波剛健、嶋田純次などもメンバーとなった[12]。忘年会や披露宴などで同期の嶋田らと一緒にももクロダンスを披露し[13]、小倉滞在時には調整ルームで先輩の渡辺薫彦に延々とももクロの動画を見せ、渡辺をももクロファンにしている[14]。笑福亭鶴瓶とももクロがMCを務めるトークバラエティ番組『桃色つるべ』（関西テレビ、2015年2月17日放送）に「なかなか勝てないで悩んでいるという、ももクロ大好きな現役競馬ジョッキー」として出演したこともある[15]。
- 競馬学校時代から藤懸はみんなでワイワイする明るいタイプ、同期の森一馬は真面目で大人しいタイプで、性格が正反対で犬猿の仲だった。デビューしてからも同期で集まることはほとんどなく、すれ違っても挨拶もしない仲だったが、お互いが大ケガをした頃から徐々に話すようになり、2015年のインタビューで「最近まで仲は良くなかったですよ」と語っている[16]。
- 2017年7月に結婚した[17]。
- 趣味は競艇で、2019年8月28日には住之江競艇場で和田竜二とトークショーを行った。トークショーの最後に12R優勝戦を予想し、「6号艇の丸野一樹選手は友達だけど、住之江の6号艇は…。やっぱり1号艇から勝負」と3連単1→34→3456の6点勝負を発表したが、レース結果は6→3→1となり的中を逃している[18]。
- リスグラシューの引退式の際、馬場入り前にスタンバイするリスグラシューに池添謙一が「乗ってみたい」と矢作芳人調教師にお願いし乗らせてもらっていたが、それをうらやましそうに見ていたのが藤懸で、矢作から「お前も乗っていいよ」と言われ、「僕なんかが乗ったら失礼です」と言いながらも乗らせてもらった[19]。

## 騎乗成績
|            | 日付          | 競馬場・開催     | 競走名      | 馬名               | 頭数 | 人気 | 着順 |
| ---------- | ------------- | ---------------- | ----------- | ------------------ | ---- | ---- | ---- |
| 初騎乗     | 2011年3月5日  | 1回阪神3日目1R   | 3歳未勝利   | ロンド             | 15頭 | 2    | 2着  |
| 初勝利     | 2011年8月20日 | 4回小倉7日目6R   | 3歳未勝利   | ハナカゲ           | 18頭 | 11   | 1着  |
| 重賞初騎乗 | 2012年6月17日 | 3回阪神6日目11R  | マーメイドS | クリスマスキャロル | 14頭 | 7    | 2着  |
| 重賞初勝利 | 2021年6月20日 | 3回阪神2日目11R  | マーメイドS | シャムロックヒル   | 16頭 | 10   | 1着  |
| GI初騎乗   | 2021年5月23日 | 2回東京10日目11R | 優駿牝馬    | ハギノピリナ       | 18頭 | 16   | 3着  |

| 年度   | 1着 | 2着 | 3着 | 騎乗数 | 勝率 | 連対率 | 複勝率 |
| ------ | --- | --- | --- | ------ | ---- | ------ | ------ |
| 2011年 | 4   | 12  | 15  | 274    | .015 | .058   | .113   |
| 2012年 | 16  | 24  | 31  | 533    | .030 | .075   | .133   |
| 2013年 | 13  | 13  | 21  | 339    | .038 | .077   | .139   |
| 2014年 | 9   | 10  | 10  | 308    | .029 | .062   | .094   |
| 2015年 | 7   | 8   | 8   | 253    | .028 | .059   | .091   |
| 2016年 | 8   | 11  | 7   | 246    | .033 | .077   | .106   |
| 2017年 | 11  | 6   | 12  | 251    | .044 | .068   | .116   |
| 2018年 | 7   | 10  | 15  | 212    | .033 | .080   | .151   |
| 2019年 | 10  | 13  | 8   | 262    | .038 | .088   | .118   |
| 2020年 | 6   | 7   | 7   | 228    | .026 | .057   | .088   |
| 2021年 | 14  | 8   | 11  | 260    | .054 | .085   | .127   |
| 通算   | 105 | 122 | 145 | 3166   | .033 | .072   | .117   |

- JRA公式[20]およびnetkeiba[21]より